# Гвитиан
Гвитиан (V или VI век) — корневильский святой. День памяти — 1 ноября.
Считается, что св. Гвитиан (Gwythian, Gwithian), или Готиан (Gothian) прибыл в Корнуолл вместе с ирландскими проповедниками, среди коих была святая дева Дерва (Derwa), располагавшимися неподалёку от Товеднэка. Имеется мнение, что они пострадали в результате нападений местного правителя Теудара. В честь святого Готиана были освящены храм и часовня. Также считается, что он быть может был связан со св. Винвалоэ.